# Зубов, Виктор Петрович
Ви́ктор Петро́вич Зу́бов (1921, с. Глазово, Сумской уезд, Харьковская губерния, Украинская ССР — 2002) — советский лётчик штурмовой авиации, участник Великой Отечественной войны, Герой Российской Федерации (15.04.1995). Гвардии полковник (2000).

## Биография
Родился 20 сентября 1921 года в селе Глазово Сумского уезда Харьковской губернии Украинской ССР (ныне Шосткинского района Сумской области Украины) в крестьянской семье. Русский. В 1926 году вместе с родителями переехал в село Карагатск, Ермаковский район. После окончания 7 классов школы стал работать в колхозе.
В октябре 1938 года был призван в РККА Ермаковским районным военкоматом Красноярского края и направлен на учёбу в Иркутское военное авиационно-техническое училище, которое окончил в 1940 году. Отслужив некоторое время в строевой части, продолжил обучение в Сталинградской военной авиационной школе лётчиков, затем в Первом Чкаловском военном авиационном училище лётчиков им. К. Е. Ворошилова.

### Фронт
В 1943 году Виктор Зубов завершил учёбу и в декабре того же года в звании младшего лейтенанта прибыл в действующую армию. С декабря 1943 года по апрель 1944 года принимал участие в боях на Западном фронте, с мая 1944 года — на 2-м Украинском. Начал рядовым лётчиком, затем стал командиром звена 2-й авиаэскадрильи 131-го гвардейского Будапештского штурмового авиаполка 7-й гвардейской Дебреценской штурмовой авиадивизии 3-го гвардейского Смоленско-Будапештского штурмового авиакорпуса 5-й воздушной армии, дослужился до звания гвардии старшего лейтенанта. С 1944 года являлся членом ВКП(б).
За годы войны В. П. Зубов совершил 105 боевых вылетов, из них 80 — с целью разведки немецких позиций на штурмовике Ил-2. В боях над территорией Венгрии, Австрии дважды был сбит, трижды контужен, но каждый раз возвращался в строй. С августа 1944 по май 1945 года был отмечен пятью боевыми орденами. В 1945 году представлялся и к званию Героя Советского Союза, но представление реализовано не было.

### Мирное время
В 1947 году В. П. Зубов был уволен в запас и два года проработал в Ермаковском райкоме ВКП(б). Но в декабре 1949 года повторно был призван в Советскую Армию и возобновил военную службу в ВВС Восточно-Сибирского и Забайкальского военных округов. Окончил курсы подготовки политического состава. В 1960-х годах служил в политотделе Иркутского военного авиационно-технического училища. В 1971 году вышел в запас в звании гвардии подполковника.
Проживал в городе Жуковском Московской области.
В год 50-летия Победы группа ветеранов Великой Отечественной войны была представлена к высшему званию России. Среди них заслуженно оказался и В. П. Зубов. Указом Президента России № 368 от 15 апреля 1995 года подполковнику в отставке Зубову Виктору Петровичу за мужество и героизм, проявленные в борьбе с немецко-фашистскими захватчиками в Великой Отечественной войне 1941—1945 годов, присвоено звание Героя Российской Федерации с вручением медали «Золотая Звезда».
В 2000 году ветерану было присвоено звание полковника в отставке.
Умер 16 марта 2002 года на 81-м году жизни.

## Память
В здании главного корпуса Иркутского высшего военное авиационного инженерного училища установлена мемориальная доска в память о 14 Героях Советского Союза и Герое Российской Федерации В. П. Зубове — участниках Великой Отечественной войны, обучавшихся в этом учебном заведении. Имя В. П. Зубова в 1999 году было присвоено Ермаковской средней школе № 1. Также на школе установлена мемориальная доска Герою В. П. Зубову.

## Награды
- Герой Российской Федерации (1995)
- два ордена Красного Знамени (18.01.1945, 22.02.1945)
- орден Александра Невского (25.04.1945)
- орден Отечественной войны I степени (25.05.1945)
- орден Отечественной войны II степени (11.03.1985)
- орден Славы III степени (30.08.1944)
- медаль «За боевые заслуги» (20.04.1953)
- медаль «За взятие Вены» (1945)
- медаль «За взятие Будапешта» (1945)
- другие медали СССР и Российской Федерации